# The Dissolving Room
| Recensione | Giudizio |
| ---------- | -------- |
| AllMusic   |          |

The Dissolving Room è il primo album in studio del gruppo musicale statunitense Shearwater, pubblicato nel 2001 dalla Grey Flat Records.

## Tracce
1. Mulholland – 3:27
2. Ella is the First Rider – 3:38
3. Grey Lining – 3:25
4. Angelina – 2:39
5. Sung into the Street – 3:15
6. Little Locket – 3:12
7. Military Clothes – 2:17
8. The Left Side – 2:59
9. Not Tonight – 3:52
10. If You Stay Sober – 2:49
11. Long Ride – 1:32
12. This Confiscated House – 2:59